# Die Chroniken der deutschen Städte
Die Chroniken der deutschen Städte waren ein bedeutendes Editionsunternehmen zur Geschichte des deutschen Spätmittelalters im 19. Jahrhundert. Es wurde wie die Allgemeine Deutsche Biographie von der Historischen Kommission der Bayerischen Akademie der Wissenschaften getragen. Im Oktober 1858 auf der vorbereitenden Sitzung zur Gründung der Historischen Kommission beschloss man, die von Georg Heinrich Pertz angeregte Reihe in das Arbeitsprogramm aufzunehmen.
Gründer und erster Leiter war der Historiker Karl Hegel.
Der erste Band, Nürnberg gewidmet, erschien 1862 in Leipzig im S. Hirzel Verlag (wie die meisten späteren Bände). Der letzte Band 37 (Bremen) erschien als Nachzügler 1968, doch war die Reihe bereits vor dem Ersten Weltkrieg im Wesentlichen abgeschlossen.
1902 schrieb Ferdinand Frensdorff im Nachruf auf Hegel über die Reihe:

„Die 27 Bände, welche sie bisher zählt, verteilen sich ziemlich gleichmäßig über die Landschaften Deutschlands. Aus dem Gebiete der Hanse sind Köln, Dortmund, Soest, Duisburg, Neuss, Magdeburg, Braunschweig und Lübeck vertreten. Den reichsten Stoff haben Nürnberg und Augsburg gewährt, deren jede fünf Bände in Anspruch genommen hat. Köln hat drei, Mainz zwei, ebenso viele Braunschweig und das noch nicht abgeschlossene Lübeck gefordert.“

Im Rahmen von Google Book Search sind zahlreiche Bände digitalisiert, allerdings nur mit US-Proxy nutzbar (Auflistung bei Wikisource, siehe unten).
Nach einer Information auf der Webseite der Historischen Kommission ist ein Volltextangebot der Chroniken geplant.

## Liste der Bände (unvollständig)
- Braunschweig. in 3 Bänden (= Die Chroniken der niedersächsischen Städte), Hirzel, Leipzig 1868–1928 (Digitalisate der Bibliothek der Technischen Universität Braunschweig: Band 1, Band 2, Band 3)
- Nürnberg. in 5 Bänden (= Die Chroniken der fränkischen Städte), Hirzel, Leipzig 1862–1874 (Digitalisate der Bayerischen Staatsbibliothek: Band 1, Band 2, Band 3, Band 4, Band 5)